# Mini Jakobsen
Jahn Ivar "Mini" Jakobsen, född 8 november 1965 i Gravdal, är en norsk före detta fotbollsspelare.

## Karriär
Mini Jakobsen startade sin karriär i Bodø/Glimt 1984 som då spelade i Adeccoligaen. 1986 gick laget upp till Tippeligaen. Under sin tid i Bodø/Glimt blev Jakobsen lagets bäste målskytt fyra år i rad. 1988 såldes Jakobsen till Rosenborg BK där han under sin första säsong vann både Tippeligaen och den norska cupen.
Jakobsen spelade även utomlands i Young Boys, MSV Duisburg och Lierse SK.
För det norska landslaget gjorde Jakobsen 65 landskamper och elva mål. Han var även med och spelade både VM 1994 samt VM 1998.

## Meriter
Rosenborg BK
- Tippeligaen: 1988, 1990, 1995, 1996, 1997, 1998, 1999
- Norska cupen: 1988, 1990, 1995, 1999
- Skytteligavinnare i Tipeligaen: 1989